# The Skeptic's Dictionary
The Skeptic's Dictionary es una colección de ensayos escépticos con referencias cruzadas publicadas por Robert Todd Carroll, inicialmente en su sitio web skepdic.com y también en libro impreso. El sitio web fue lanzado en 1994, y el libro fue publicado en 2003, con cerca de 400 entradas. En enero de 2011, el sitio web contenía más de 700 entradas. El volumen único de la publicación en papel guía hacia información escéptica en temas pseudocientíficos, paranormales, y ocultistas. La bibliografía contiene unas setecientas referencias para obtener información más detallada. Según la contraportada del libro, la versión en línea recibe aproximadamente 500.000 visitas al mes.

## Contenido
El The Skeptic's Dictionary, según su prólogo, pretende ser un pequeño contrapeso a la voluminosa literatura ocultista y paranormal; no presentar una visión equilibrada de los sujetos ocultistas.
Los artículos en el libro se encuentran clasificados en varias categorías:
- Medicina alternativa
- Criptozoología
- Extraterrestres y los ovnis
- Fraudes y engaños
- Ciencia basura y pseudociencia
- Lógica y percepción
- Nueva era
- Paranormal y ocultismo
- Ciencia y filosofía
- Sobrenatural y metafísico.

Las versiones impresas están disponibles en holandés, inglés, japonés, coreano y ruso. Numerosas entradas han sido traducidas por Internet en varios otros idiomas. Un boletín de noticias mantiene actualizados a los interesados con las novedades en nuevas entradas y el archivo de la lista de boletines anteriores está disponible para su lectura en línea. Norcross, et al. mantienen que Carroll ha realizado un progreso considerable en la exposición de la pseudociencia y la charlatanería.
Según el autor,
“El Skeptic’s Dictionary apunta a cuatro audiencias distintas: el buscador de mente abierta, quién no mantiene ningún compromiso o desautorización hacia los reclamos ocultistas; el escéptico suave, quién está más próximo a dudar que a creer; el escéptico duro, quién tiene fuerte una fuerte rechazo a la creencia en todo lo relacionado con lo oculto; y el creyente suave, quién tiene mayor tendencia a creer pero tiene algunas dudas. El grupo hacia el que este libro no está dirigido es el 'creyente duro' en lo sobrenatural. Si no hay ningún escepticismo en ti, este libro no es para ti.”
Carroll define cada una de estas categorías, explicando cómo y por qué, en su opinión, su diccionario puede ser de interés, uso, y beneficio a cada cual de ellos. También define el término escepticismo cuando lo utiliza e identifica dos tipos de escéptico, el apolónico, quién está “comprometido con la claridad y la racionalidad” y el Dionisíaco, quién está “comprometido con la pasión y el instinto.” William James, Bertrand Russell, y Friedrich Nietzsche ejemplifican el escéptico apolónico, sostiene Carroll, y Charles Sanders Peirce, Tertullian, Søren Kierkegaard, y Blaise Pascal a escépticos dionísicos.
La recensión de Roy Herbert escrita para la revista New Scientist, comentó que " es una asamblea asombrosa, elegantemente escrita y centrada, con algún comentario torcido aquí y allá", y que "este magnífico trabajo probablemente puede ser utilizado tan a menudo que es una lástima que se trate de un libro de tapa blanda."